# St Bride’s Roman Catholic Church

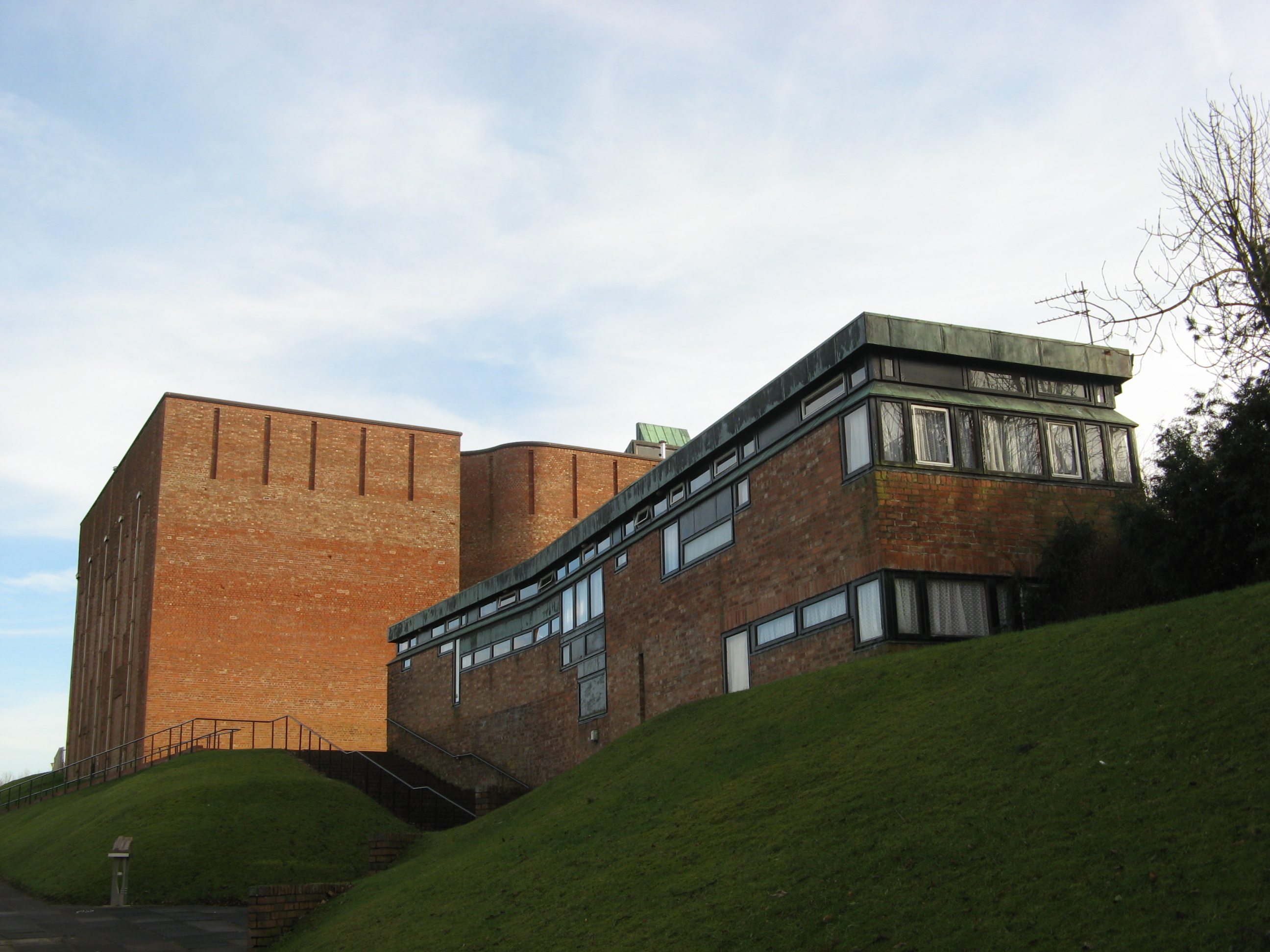
St Bride’s Roman Catholic Church

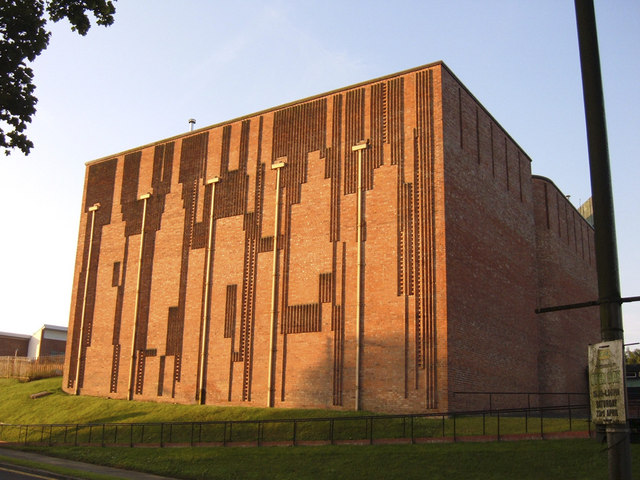
Nordfassade

Die St Bride’s Roman Catholic Church ist ein römisch-katholisches Kirchengebäude in der schottischen Stadt East Kilbride in der Council Area South Lanarkshire. 1994 wurde das Bauwerk in die schottischen Denkmallisten in der höchsten Denkmalkategorie A aufgenommen. Die Kirche ist, wie schon der Ort East Kilbride, nach der heiligen Brigida von Kildare benannt.

## Geschichte
Im Jahre 1946 wurde in East Kilbride eine eigenständige römisch-katholische Kirchengemeinde eingerichtet. Zunächst nutzte sie eine Kapelle, in der bereits seit Beginn des Jahrhunderts Gottesdienste abgehalten worden waren. Am 21. November 1959 nahm Bischof James Scanlan den ersten Spatenstich vor. Das Gebäude wurde bis 1964 nach einem Entwurf von Gillespie, Kidd & Coia erbaut. Es gilt als herausragendes Beispiel zeitgenössischer Kirchenarchitektur und wurde 1964 mit der Bronzemedaille des Royal Institute of British Architects ausgezeichnet. 1983 wurde der rund 27 m hohe Glockenturm auf Grund struktureller Mängel abgebrochen. Die eigenwillige Architektur der Kirche hat Kontroversen ausgelöst. Einheimische bezeichnen sie als „Fort Apache“.

## Beschreibung
Die St Bride’s Church steht zwischen der Whitemoss Avenue und dem Platthorn Drive im Zentrum East Kilbrides. Die längliche rote Backsteinkirche ist einstöckig. Eine abgerundete Einschnürung in der Gebäudemitte strukturiert die Fassaden mit ihren blinden Schlitzfenstern unterhalb des Flachdaches. Das Eingangsportal liegt verborgen in der Einschnürung. Insbesondere die der Whitemoss Avenue zugewandte Nordfassade ist durch vertikale Texturen strukturiert. Von dem Flachdach ragen drei kupferne Gauben auf, welche dem Innenraum Tageslicht zuführen. Das Gebäude bietet 800 Sitzplätze.
An der Westseite schließt sich ein flacher Komplex mit Z-förmigem Grundriss an. Dieser grenzt auf zwei Seiten, die Kirche auf der dritten Seite einen Vorplatz ein. Dieser ist mit schwarzem Backstein ausgelegt. Strahlen aus rotem Backstein symbolisieren Christus als das Licht der Welt.